# Hana Horká
Hana Horká (15. února 1964 Příbram – 16. ledna 2022 Praha) byla česká zpěvačka, známá především svým působením ve skupině Asonance a také kontroverzními okolnostmi jejího skonu.

## Životopis
Narodila se v roce 1964 v Příbrami. Od roku 1985 až do své smrti byla zpěvačkou hudební skupiny Asonance.
Zemřela dne 16. ledna 2022, přičemž po jejím skonu vydal její syn Jan-Vojtěch Rek prohlášení, v němž ze smrti matky nepřímo obvinil osobnosti zpochybňující význam očkování proti nemoci covid-19.